# San Miguel Chicaj
San Miguel Chicaj é uma cidade da Guatemala do departamento de Baja Verapaz.